# 安重霸
安重霸（？—？），五代云州（今山西祁县东）人，前蜀、后唐武将。

## 生平

### 心机重重
安重霸为人狡诈奸滑，富有谋略，年轻时在代北（泛指今恒山及河北小五台以北地区）与李嗣源一同为晋王李存勖效力，因为犯罪，先逃到后梁，后又投奔蜀国（史称前蜀）。
前蜀皇帝王建见他是北方人，擅长骑射，能带兵打仗，便委以重任。王建死后，其子王衍继位，是为前蜀后主。王衍年幼不谙政事，大权旁落于宦官王承休之手。王承休为了独揽朝纲，与成都尹韩昭外勾内连，大量采择奇花异草，献于王衍，使其无意过问朝政。前蜀文臣武将对王，韩二人专权无不切齿，只有安重霸曲意逢迎王承休，得到王承休的信任重用。
后梁末年，政局混乱，对岐下（今陕西、甘肃交界）一带统治薄弱。前蜀乘虚而入，派兵攻下秦（今甘肃天水市）、成（今甘肃成县）、阶（今甘肃武都县）三州。安重霸鼓动王承休在秦州设藩镇，得到王衍同意，王衍任命王承休为军帅，安重霸为副帅，在军卒中挑选了骁勇果敢之士数千人，号曰“龙武都”，屯兵于天水。一年多后，王承休欲求得藩镇节杖，就将陇西一带的花木献给王衍，又称赞秦州山水风光之美，人文荟萃之盛，请前蜀后主王衍来巡视，而韩昭助成这事。

### 卖主求荣
前蜀乾德六年 （924年）十月，王衍携众数万人，从剑阁（今四川剑阁）出发巡游秦州，在兴州（今陕西略阳县）遇到前来进攻的后唐军队，便率众狼狈而归。王承休得知后唐大兵压境，惊恐万状，赶忙求计于安重霸，安重霸回答说：“您有什么担心的？蜀地有不下十万的精兵，地势险要，哪有不取胜的？纵然东方军队都如狼虎般勇猛，怎么能进入剑门？然而国家有难，您受主上特别的知遇之恩，不应该不去救援，这里安置已定，不用操心，我愿随您去朝廷。”王承休平素信任安重霸，认为安重霸言之有理，故依从之，并将龙武都及新招集的近万名士卒归于安重霸麾下。但当王承休业已上马，蜀军开拔之时，安重霸却突然变卦，以担心陇西丢失为由，拒绝随王承休同往。王承休明知被安重霸所出卖，但事已至此，只得率军上路。蜀、唐交战，蜀军一触即溃，前蜀很快被后唐所灭。安重霸得到后唐李嗣源在河北起兵的消息，立即将秦、成等州献于后唐而对之称臣。

### 年老致仕
后唐天成（926—929年）初年，后唐明宗李嗣源任安重霸为阆州（治所在今四川阆中县城）团练使，不久又任他为京师左卫大将军。安重霸常常以奸邪谄媚之心揣摩明宗的心思，投其所好，故得明宗的赏识宠信。
长兴末年，明宗对侍臣说：“安重霸是我的故人，献秦州归回国家，功劳不小，授任团练防御做报酬，恐怕不合招抚怀柔之道。”范延光说：“将校中有从河东、河北追随陛下的龙飞故人，有的还没当到团防一级官，现在如突然授给安重霸一处方镇，恐怕被人暗地议论。”
明宗不顾众大臣的反对，授安重霸为同州（今陕西大荔）节度使。
后唐清泰初年（934年），调任西京留守、京兆尹。先，秦雍二州之间，令长摆设酒食，私下向部民收买人心的，俗称“捣蒜”。安重霸镇守长安时，也这样做，所以秦人把他看作“捣蒜佬”。这年冬天，改任云州节度使，没多久，因病请示别人代理，这时家庭寄居在上党，安重霸回到家中便死去。安重霸善于取悦他人，喜欢送礼贿赂，当时人把他看作出众的人。

## 轶事

### 黩货无厌
安重霸贪得无厌。在百姓中，有一位年轻的油商，姓邓，善于下棋。安重霸将他找来一起下棋，但只让他站着下棋，不许他坐下。邓油商每布下一子后，安重霸立即使他退到西北窗下站在那里，等待自己盘算好棋路，才布子。一整天不过只布下十几个子罢了。邓油商又累又饿，几乎到了不能承受的程度。第二天，安重霸又派人召见邓油商继续下棋。有人劝告邓油商说："这个刺史喜爱受贿，他找你本来不是为了弈棋啊！你怎么不向他献上贿赂而求得脱身呢？"邓油商认为那人的话是对的，献给安重霸成色中等的金子十锭，这才得以免去站着弈棋之苦。

## 评价

### 薛居正
夫天地斯晦，则帝王于是龙飞；云雷构屯，则王侯以之蝉蜕。良以适遭乱世，得奋雄图，故金全而下，咸以军旅之功，坐登藩阃之位，垂名简册，亦可贵焉。惟重霸以奸险而仗旄钺，盖非数子之俦也。

### 欧阳修
呜呼，五代之民其何以堪之哉！上输兵赋之急，下困剥敛之苛。自庄宗以来，方镇进献之事稍作，至于晋而不可胜纪矣。其“添都”、“助国”之物，动以千数计。至于来朝、奉使、买宴、赎罪，莫不出于进献。而功臣大将，不幸而死，则其子孙率以家赀求刺史，其物多者得大州善地。盖自天子皆以贿赂为事矣，则为其民者其何以堪之哉！于此之时，循廉之吏如延鲁之徒者，诚难得而可贵也哉！

## 家庭成员
- 弟弟：安重進
- 儿子：安懷浦

## 延伸阅读
[在维基数据编辑]
 《舊五代史·卷61》，出自薛居正《舊五代史》
 《新五代史·卷46》，出自歐陽修《新五代史》